# فولفينيت
فولفينيت هو معدن من معادن الموليبدات يحوي على عنصري الرصاص والموليبدنوم، إذ تركيبه الكيميائي هو موليبدات الرصاص.
غالباً ما يوجد المعدن على هيئة بلورات صفائحية ذات لون أصفر برتقالي أو بني محمر، وهي ذات تركيب بلوري يتبع نظام بلوري رباعي.
وصف هذا المعدن لأول مرة سنة 1845 بعد العثور عليه في موقع في النمسا بالقرب من باد بايلنغ؛ وسمي على شرف العالم النمساوي فرانس كسافر فون فولفن.